# Gerald Woehl
Gerald Woehl (* 1940) ist ein deutscher Orgelbauer und Restaurator für Musikinstrumente.

## Leben
Gerald Woehl – Sohn des Komponisten Waldemar Woehl – stammt in der dritten Generation aus einer Musikerfamilie. Er wuchs bei Wasserburg am Inn auf und erlernte den Orgelbau bei Wagner & Vier (1956–1959) und bis 1964 bei Haerpfer & Erman in Boulay-Moselle. Dort lernte Woehl bei Walter Haerpfer, dem künstlerischen Leiter der Manufacture de Grand-Orgues de la Lorraine, den französischen Orgelbau kennen. Anschließend erfolgte die Meisterprüfung (1964–1966). Die Konstruktion symphonischer Orgeln studierte er bei Georges Lhôte, einem freischaffenden Orgelbauer. Sein Lehrer für Zeichnen, Malen und Bildhauerei war Günter Späth. Neben Orgelneubauten restaurierte Woehl zahlreiche historische Orgeln.
Woehl lebt seit 1966 in Marburg an der Lahn, wo er seitdem eine Orgelbauwerkstatt betreibt. 1985 erfolgte der Umzug aus der Ziegelstraße in das denkmalgeschützte Areal Schwanhof. Daneben gründete er 1982 mit der Restauratorin, Cembalo- und Klavierbauerin Monika May eine Restaurierungswerkstätte für historische Tasteninstrumente. Seit 2003 hat Woehl außerdem ein Atelier im Garten Sanssouci in Potsdam. Seit 2014 ist der Sohn Claudius MayWoehl Mitarbeiter und seit 2016 Mitinhaber in der Orgelbauwerkstatt, in der seit 2017 unter dem Namen Woehl-Orgel-Projekte GmbH Orgelneubauten geplant und ausgeführt werden.

## Mitgliedschaft
- Verband der Restauratoren e. V. (VDR)

## Werkliste (Auswahl)
Bis 1990 umfasst die Werkliste 69 Neubauten und 46 Restaurierungen.
| Jahr      | Ort                       | Gebäude                                       | Bild | Manuale      | Register | Bemerkungen |
| --------- | ------------------------- | --------------------------------------------- | ---- | ------------ | -------- | --- |
| 1968      | Albshausen                | Ev. Kirche                                    |      | I            | 5        | Brüstungsorgel |
| 1969      | Berghausen                | Ev. Kirche                                    |      | II/P         | 11       | opus 1 |
| 1972      | Bottendorf                | Martinskirche                                 |      | II/P         | 15       | |
| 1976      | Marburg                   | Kirche Sankt Johannes Evangelist              |      | IV/P         | 38       | |
| 1981      | Iba (Bebra)               | Jakobuskirche                                 |      | I/P          | 9        | Restaurierung der Barockorgel von Johann Eberhard Dauphin (1715)                                                                                   |
| 1984      | Heidelberg                | Hochschule für Kirchenmusik Heidelberg        |      | II/P         | 18       | Ursprünglich erbaut für die Konviktkapelle des Erzbischöfliches Studienheim St. Fidelis zu Sigmaringen, 2015 nach Heidelberg transloziert, → Orgel |
| 1984      | Viersen                   | St. Remigius                                  |      | IV/P         | 53       | → Orgel |
| 1986      | Münster-Hiltrup           | Christuskirche                                |      | II/P         | 18       | → Orgel |
| 1987      | Kloster Banz              | St. Dionysius und St. Petrus                  |      | II/P         | 35       | Rekonstruktion |
| 1988      | Mannheim-Neckarstadt-West | Herz-Jesu-Kirche                              |      | IV/P         | 36       | erste Orgel Woehls im französisch-romantischen Stil; 2013 um zwei Pedalregister erweitert                                                          |
| 1984–1989 | Friedrichshafen           | St. Nikolaus                                  |      | III/P        | 47       | → Orgel |
| 1990      | Bad Homburg vor der Höhe  | Erlöserkirche (Bachorgel)                     |      | II/P         | 31       | Nach einer Disposition von Johann Sebastian Bach (in Emporenbrüstung) → Orgel                                                                      |
| 1993      | Cuxhaven                  | St.-Petri-Kirche                              |      | III/P        | 49       | |
| 1994      | Prien am Chiemsee         | Mariä Himmelfahrt                             |      | III/P        | 50       | Prospektteile von Johann Christoph Egedacher (1738), Rückpositiv neu                                                                               |
| 1997      | Friedrichshafen           | St. Petrus Canisius                           |      | III/P        | 57       | → Orgel |
| 1999      | Hildesheim                | St. Michael                                   |      | III/P        | 69       | |
| 1999      | Sendenhorst               | St. Martin                                    |      | III/P        | 46       | im französisch-romantischen Stil |
| 2000      | Leipzig                   | Thomaskirche (Bachorgel)                      |      | IV/P         | 61       | → Orgel der Thomaskirche (Leipzig) |
| 2002      | Linz                      | Stadtpfarrkirche                              |      | III/P        | 50       | → Orgel |
| 2003      | München                   | Herz-Jesu-Kirche                              |      | III/P        | 61       | → Orgel |
| 2004      | Potsdam-Sanssouci         | Friedenskirche                                |      | III/P        | 48       | → Orgel |
| 2005      | Leipzig                   | Thomaskirche                                  |      | II           | 10       | mit vorgesehenem Pedal II/P/12 → Orgel |
| 2006      | Oppenheim                 | Katharinenkirche                              |      | III/P        | 52       | Übernahme von 17 Registern aus der Vorgängerorgel von Eberhard Friedrich Walcker (1871) → Orgel                                                    |
| 2008      | Kiel                      | Bach-Saal im Musikwissenschaftlichen Institut |      | II/P         | 33       | |
| 1997–2009 | Flensburg                 | Nikolaikirche                                 |      | III/P + IV/P | 42 + 62  | → Orgel der Nikolaikirche (Flensburg) |
| 2010      | Bratislava                | Martinsdom, Elisabeth-Orgel                   |      | IV/P         | 69       | Soll in einer zweiten Bauphase um ein Fernwerk mit 16 Registern erweitert werden                                                                   |
| 2011      | St. Pölten                | Kirchenmusikkonservatorium                    |      | III/P        | 38       | → Orgel |
| 2012      | Frankfurt-Bergen-Enkheim  | Laurentiuskirche                              |      | II/P         | 23       | zudem zahlreiche Transmissionen und Extensionen → Orgel                                                                                            |
| 2012      | Piteå                     | Studio acusticum Konserthus                   |      | IV/P         | 91       | zudem 35 Transmissionen und 68 Extensionen |
| 2015      | Vechta                    | Klosterkirche                                 |      | II/P         | 51       | einschließlich 3 Extensionen |
| 2015      | Neuried (bei München)     | St. Nikolaus                                  |      | II/P         | 36       | |
| 2017      | Mülheim (Köln)            | Friedenskirche                                |      | II/P         | 36       | [ 9 ] |
| 2018      | Füllinsdorf               | Dreikönig                                     |      | II/P         | 10       | Restaurierung der Zimmermann-Orgel von 1906 → Orgel                                                                                                |
| 2018–2020 | Schlüchtern               | Kirchenmusikakademie                          |      | II/P         | 16       | → Orgel |
| 2012–2021 | München                   | St. Matthäus                                  |      | IV/P         | 91 (103) | Restaurierung und Erweiterung der Steinmeyer-Orgel von 1955 (IV/65) in mehreren Bauphasen → Orgel                                                  |
| 2021–2022 | Berlin-Falkenhagener Feld | Jeremia-Kirche                                |      | II/P         | 16       | zwei Schwellwerke mit einem Vorabzug, 7 Manual-Extensionen und Pedal-Transmissionen zu allen Manual-Registern                                      |